# Термални извор
Термални извор, извор топле воде или извор лековите термалне воде посебна је врста извора, из којег извире топла вода која је често обогаћена минералима.
Дефиниција термалног извора означава да вода мора бити најмање 8,3 °C топлија од околне температуре ваздуха. Вода зе загрева продором кроз пукотине знатне дубине, где се због близине магме загрева или због вулканизма близу земаљске површине. 
Уколико се због високе температуре вода претвара у пару и продире до површине, настаје гејзир. Термална вода се користи за грејање, здравствени туризам или за рекреацију. Тренутно се највише геотермалне енергије користи у Исланду, где се људи често могу купати у врућим језера, без обзира на хладну климу. Термални извори се користе за лечење различитих болести као што су углавном болести коже, на коју минерални састав воде може имати благотворно дејство.
Термални извори се користе за лечење од давних античких времена. 

## Људска употреба

### Историја
У топлим изворима људи уживају хиљадама година. Познато је да су чак и макаки , који нису примати, проширили свој северни опсег у Јапан користећи топле изворе да би се заштитили од хладног стреса. Топла купатила ( онсен ) су у употреби у Јапану најмање две хиљаде година, традиционално за чистоћу и опуштање, али све више због своје терапеутске вредности.  У Хомерово доба Грчке (око 1000. п. н. е.), купке су биле првенствено за хигијену, али до Хипократовог времена (око 460. п. н. е.), топлим изворима се приписивала исцелитељска моћ. 
Популарност топлих извора је варирала вековима од тада, али су сада популарни широм света.

### Терапеутска употреба
Због фолклорне и медицинске вредности која се приписује неким топлим изворима, они су често популарна туристичка одредишта и локације за рехабилитационе клинике за особе са инвалидитетом . Међутим, научна основа за терапеутско купање у топлим изворима је неизвесна. Терапија топлом купком за тровање оловом била је уобичајена и наводно веома успешна у 18. и 19. веку, а можда је била последица диурезе (повећане производње урина) од седења у врућој води, што је повећало излучивање олова; боља храна и изолација од извора олова; и повећан унос калцијума и гвожђа. Значајно побољшање код пацијената са реуматоидним артритисом и анкилозирајућим спондилитисом забележено је у студијама спа терапије, али ове студије имају методолошке проблеме, као што је очигледна непрактичност плацебо контролисаних студија (у којима пацијент не зна да ли прима терапију). ). Као резултат тога, терапеутска ефикасност терапије врелим изворима остаје неизвесна.

## Термални извори у Србији
Најтоплије изворе минералне воде у Европи има Врањска бања. 
Већина извора ове бање има температуру око 90 степени а постоје и отвори из којих избија водена пара која има температуру од чак 111 степени. Ту је још Јошаничка Бања са водом која има температуру од 78,5 степена, Сијаринска Бања 72 степена, Луковска бања 69 степени, Куршумлијска Бања 63 степена.